# Lavastrie
Lavastrie is een plaats en voormalige gemeente in het Franse departement Cantal in de regio Auvergne-Rhône-Alpes en telt 222 inwoners (2008). De plaats maakt deel uit van het arrondissement Saint-Flour.

## Geschiedenis
Lavastrie maakte deel uit van het kanton Saint-Flour-Sud totdat op 22 maart 2015 dit kanton werd opgeheven en de gemeente werd opgenomen in het op die dag gevormde kanton Neuvéglise. Op 1 januari 2017 fuseerde Lavastrie met Neuvéglise, Oradour en Sériers tot de commune nouvelle Neuvéglise-sur-Truyère. 

## Geografie
De oppervlakte van Lavastrie bedraagt 24,1 km², de bevolkingsdichtheid is 9,3 inwoners per km².
De onderstaande kaart toont de ligging van Lavastrie met de belangrijkste infrastructuur en aangrenzende gemeenten.

## Demografie
Onderstaande figuur toont het verloop van het inwonertal.
Vanwege een beveiligingsprobleem met de MediaWiki Graph-software is het momenteel niet mogelijk deze grafiek weer te geven. Zodra de software is bijgewerkt zal de grafiek vanzelf weer zichtbaar worden.